# 新数学スタンダード演習
新数学スタンダード演習（しんすうがくスタンダードえんしゅう）は東京出版の大学受験数学誌「大学への数学」の増刊号。1987年から出版されている。

## 概略
現行課程では数I, II, A, Bが対象で、数IIIは含まれていない。数年に一度問題を入れ替えるが、教育的効果の高い問題は据え置かれており、入試頻出の典型問題に慣れるための出題選択がなされた問題集である。25年以上続いており、新数学演習レベルは含まれない。
学習指導要領上、本来は一年で扱わなければならないところを数IとIIに分割した弊害は各所で指摘されているが、この本では一冊で説明される。難易度は大学への数学でのAレベルからCレベルで、Bレベルを中心に25年ほどまったく変えていない。
東京出版は1対1対応の演習の続編と位置付けている。数III版は、数学IIIスタンダード演習が別途販売されている。